# Irena Sczaniecka
Irena Sczaniecka h. Wąż (ur. 21 września 1890 w Skórnicach, zm. 17 czerwca 1958 w Toruniu) – dziedziczka Nawry, działaczka filantropijna i społeczno-kulturalna.

## Życiorys
Pochodziła ze znakomitego rodu (Łubieńskich), z którego wyszło dwóch prymasów Polski, kilku biskupów i kapłanów. Córka Henryka Franciszka Salezego Cichowskiego h. Wąż (1851–1910) i Teresy z Łubieńskich h. Pomian (1860–1939). 26 kwietnia 1911 wyszła za mąż za Jana Mieczysława Sczanieckiego h. Ossoria (1873–1952), z którym miała siedmioro dzieci: Bogusławę (1912–1976), Antoniego Michała (1913–1980), Tadeusza później o. Pawła Sczanieckiego (1917–1998), benedyktyna, historyka, Zofię po mężu Górecka (1918–2001), Annę Marię (1920–2007), żołnierza AK ps. Anna, Marię po mężu Karwat (1921–2007) oraz Jana Kantego (1923–2011).
Należała do III Zakonu św. Franciszka. Nawra dzięki Sczanieckim stanowiła centrum życia kulturalnego i patriotycznego na tych terenach. Na terenie wsi Sczaniecka prowadziła Koło Gospodyń Wiejskich, zorganizowała przedszkole (ochronkę). Była przewodniczącą na diecezję chełmińską Katolickiego Stowarzyszenia Kobiet. Wspólnie z mężem wspierała liczne instytucje charytatywne z Chełmży i okolic, w tym „Caritas”, Towarzystwo Opieki nad Dziećmi, kuchnię dla ubogich, domy sierot w Ostrowitem, Lubiczu, Nawrze, zakład dla dziewcząt w Otłoczynie oraz liczne akcje pomocy dla bezdomnych. Wspomagała mieszkańców Nawry i okolic licznymi datkami pieniężnymi lub w naturze. Słynna z pobożności i dobroci, przez miejscowych była zwana Świętą Panią. W 1930 otrzymała z rąk starosty toruńskiego, przyznany jej przez najwyższe władze II Rzeczypospolitej Srebrny Krzyż Zasługi. Po wybuchu II wojny światowej pałac w Nawrze zajęli Niemcy. Sczanieccy zostali na krótko aresztowani, a ich majątek skonfiskowano. Początkowo mieszkali w Zakrzewku, później zamieszkali w Chełmży. Po wojnie pracowała w Polskim Czerwonym Krzyżu, została jednak stamtąd usunięta.

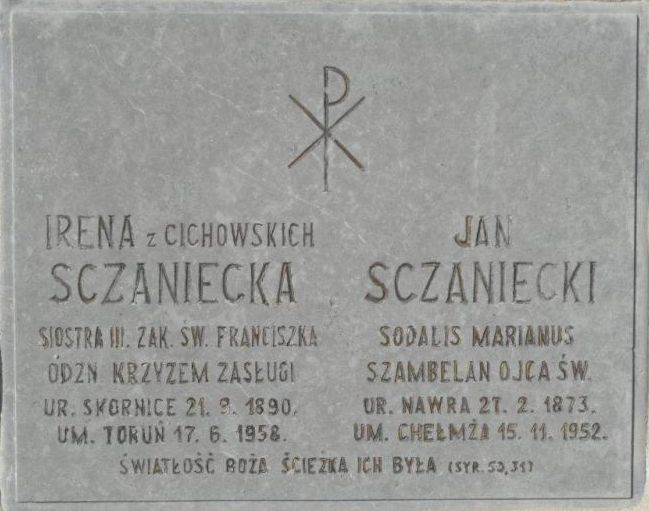
Płyta nagrobna na cmentarzu w Nawrze

Zmarła w Toruniu. Została pochowana obok męża na cmentarzu przykościelnym w Nawrze.

## Odznaczenia
- Srebrny Krzyż Zasługi (7 lutego 1930)[6].